# Bayerischer Defiliermarsch
Der Bayerische Defiliermarsch (Armeemarsch II, 146 (AM II, 246)) wurde um 1850 vom bayerischen Militärmusiker Adolf Scherzer in Ingolstadt komponiert.

## Geschichte
Ursprünglich war der Marsch dem damals in Ingolstadt stationierten Königlich Bayerischen 7. Infanterie-Regiment „Carl v. Pappenheim“ gewidmet und erklang zuerst als „Avancier-Marsch“. Später trug er den Titel Ingolstädter Parademarsch. Besonders im Krieg gegen Preußen 1866 und 1870/71 im Krieg gegen Frankreich errang der um 1850 von Adolf Scherzer komponierte Marsch große Popularität. Angeblich soll König Ludwig II. selbst entschieden haben, ihn zum Bayerischen Avancier- und Defiliermarsch zu erheben. In Luchino Viscontis Film Ludwig II. wird der Bayerische Defiliermarsch während der Krönungsfeierlichkeiten des jungen Königs gespielt.
Unter seinem heutigen Titel „Bayerischer Defiliermarsch“ ist der Marsch zu einem Symbol Bayerns geworden, wird nach der offiziellen Bayernhymne bisweilen als dessen „heimliche Nationalhymne“ bezeichnet und gehört zum Standardrepertoire vieler in- und ausländischer Blasorchester. Er ist traditionsgemäß der Auftrittsmarsch des bayerischen Ministerpräsidenten, wird aber auch allgemein beim Auftritt anderer politischer Prominenz und zu besonderen staatlichen Ereignissen gespielt. Daneben existiert auch ein Bayerischer Präsentiermarsch.